# (500142) 2012 DO15
(500142) 2012 DO15 es un asteroide perteneciente al cinturón de asteroides, descubierto el 10 de abril de 2003 por el equipo del Spacewatch desde el Observatorio Nacional de Kitt Peak, Arizona, Estados Unidos.

## Designación y nombre
Designado provisionalmente como 2012 DO15.

## Características orbitales
2012 DO15 está situado a una distancia media del Sol de 2,714 ua, pudiendo alejarse hasta 3,345 ua y acercarse hasta 2,082 ua. Su excentricidad es 0,232 y la inclinación orbital 13,72 grados. Emplea 1633,33 días en completar una órbita alrededor del Sol.
Los próximos acercamientos a la órbita de Júpiter se producirán el 28 de febrero de 2059, el 11 de enero de 2095 y el 3 de diciembre de 2130, entre otros.

## Características físicas
La magnitud absoluta de 2012 DO15 es 16,8.